# 오미가와정

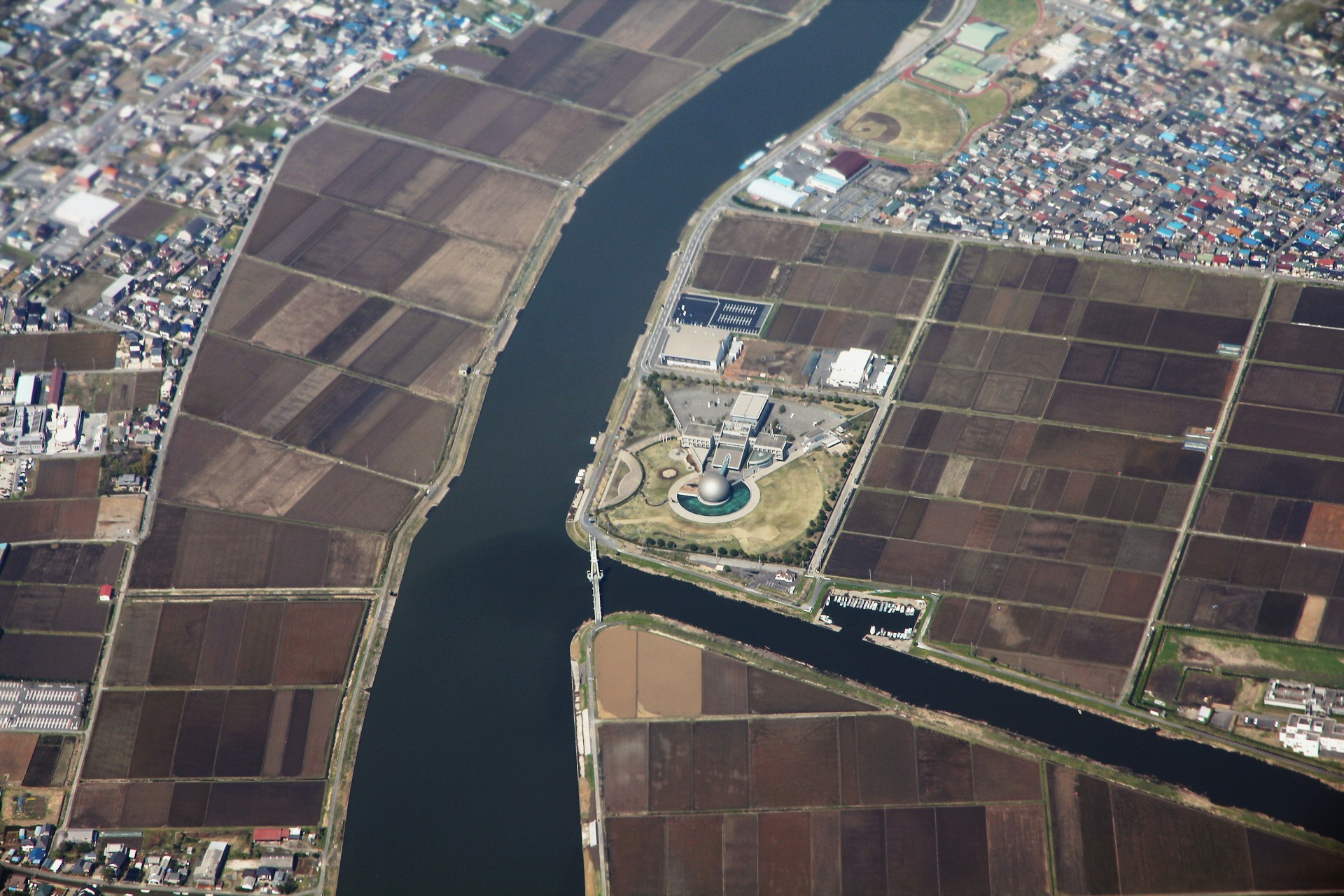

오미가와정(小見川町)은 지바현 가토리군에 존재했던 정이다.

## 지리
간토평야에 위치하며 중심부는 저지대이다. 서쪽과 동쪽에 구릉이 보인다

## 역사
고대에 오미카와의 대부분은 바다였고, 육지에는 조몬인이 거주했다. 그래서 현재도 그 지역에는 조개무덤이 다수 존재하고 있다(시라이, 아다마다이, 기우치, 우치노, 료몬 등).
4~6세기에는 일본의 다른 지역과 마찬가지로 오미카와에서도 고분이 만들어졌는데, 약 100기 정도가 발견되었으며, 대표적인 예로 미노분메 오츠카야마 고분이나 조야마 고분군을 들 수 있다.
가마쿠라 시대에 접어들면서 지바씨의 세력이 강해졌고, 그 일족인 아와이이하라 아사히데가 오미카와성을 축조했다. 한편, 서쪽 지역의 일부(오리바타 등)는 가토리 신궁이 영유권을 주장하고 있었다.
아와이하라씨는 이후에도 겐지, 아시카가, 호조와 긴밀하게 관계를 맺으며 지역을 지배했다. 그러나 곧 지바씨의 세력이 약화되어 1552년(덴쇼 21년) 마사키 토시모에 의해 오미카와 성이 공략당하자 아와이하라 씨 일족은 흩어졌다. 또한, 가토리 신궁도 덴쇼 19년의 다이쇼 간지(太閤検地)에 의해 많은 사영을 잃어, 오리바타는 평범한 촌락이 되었다.
1594년, 마쓰헤이 가문의 충신이 오미카와에 봉해졌다. 이것이 오미카와 번(小見川藩)의 시작이다. 이어서 도이 토시카츠, 안도 시게노부(安藤重信)가 봉해졌고, 그 후 천령 등을 거쳐 1649년(1649년) 우치다 시나노 마사무네(内田信濃守正信)의 영지가 되어 이후 막부 말기까지 우치다 가문의 통치가 계속되었다.
메이지 시대의 폐번치현에 의해 오미카와 지구 중 우치다씨의 지배지는 오미카와현, 그 외의 땅은 미야야현이 되었으나 이후 모두 치바현에 편입되었고, 메이지 22년의 정촌제 시행에 따라 가토리군 오미카와정, 도요우라촌, 모리야마촌, 가미사토촌, 요시후미촌이 성립, 쇼와시대의 대합병으로 이들 1정 4촌이 합쳐져 새로운 오미가와정이 탄생하였다.
- 1889년 4월 1일 - 정촌제 시행에 의해 오미가와정이 성립하였다.
- 1931년 11월 10일 - 오미가와역이 개업하였다.
- 1951년 4월 1일 - 구 오미가와정, 도요우라촌, 가미사토촌, 모리야마촌이 합병해 오미가와정이 성립하였다.
- 1955년 2월 11일 - 구 오미가와정, 요시후미촌과 합병해 새로운 오미가와정이 성립하였다.
- 1956년 - 국도 제356호선이 제정되었다.
- 2006년 3월 27일 - 사와라시, 야마다정, 구리모토정과 합병해 가토리시가 성립하여, 동일 오미가와정은 폐지되었다.

## 교통

### 철도
- 동일본 여객철도
  - 나리타선

### 도로
- 국도 제356호선

현도
- 지바현도 제28호선
- 지바현도 제44호선
- 지바현도 제55호선
- 지바현도 제259호선
- 지바현도 제265호선

## 참고문헌
- 小見川の歴史（小見川町教育振興協議会教材資料作成委員会編 1970年）
- 小見川町史 通史編（小見川町史編さん委員会編 1991年）
- おみがわ歴史の歩み（平野功 小見川町文化協会郷土研究部 2004年）